# Rich Gott
Richard Wayne Gott, detto Rich (El Paso, 17 agosto 1932 – Peoria, 7 agosto 2016), è stato un cestista statunitense.

## Carriera
Dopo la carriera universitaria alla Murray State University, venne selezionato dai Baltimore Bullets al sedicesimo giro del Draft NBA 1953 (111ª scelta assoluta). In seguito giocò nella AAU con i Peoria Caterpillars.
Con gli Stati Uniti ha disputato il Campionato del mondo del 1954, vincendo la medaglia d'oro.